# 2010년 동계 올림픽 바이애슬론 남자 계주
2010년 동계 올림픽의 바이애슬론 남자 계주는 2010년 2월 26일부터 휘슬러에 있는 휘슬러 올림픽 공원에서 열린다.